# Stowarzyszenie Łączy Nas Kanał Elbląski LGD
Stowarzyszenie Łączy Nas Kanał Elbląski Lokalna Grupa działania (KE LGD) - jedno z ponad 300 lokalnych partnerstw terytorialnych, zwanych lokalnymi grupami działania, w Polsce. Jest dobrowolnym, samorządnym oraz trwałym zrzeszeniem osób fizycznych i prawnych. Głównym źródłem finansowania stowarzyszenia jest Oś 4 Programu Rozwoju Obszarów Wiejskich.

## Ważne daty
Stowarzyszenie Łączy Nas Kanał Elbląski Lokalna Grupa Działania zostało powołane do istnienia 18 stycznia 2006 roku przez 34 członków założycieli. Zostało zarejestrowane w Krajowym Rejestrze Sądowym 20 lutego 2006 roku. Natomiast organizacja ta uzyskała status organizacji pożytku publicznego 2 kwietnia 2007 roku.

## Zasięg terytorialny
W chwili utworzenia, w 2006 roku, Stowarzyszenie łączyło 10 gmin z 3 powiatów. W Powiecie Elbląskim gminy Elbląg, Gronowo Elbląskie, Markusy, Rychliki. W Powiecie Iławskim gminy Iława, Kisielice, Susz, Zalewo. W Powiecie Ostródzkim gminy Małdyty i Miłomłyn. W późniejszym czasie obszar ten powiększył się o dwie dodatkowe gminy W 2007 roku do stowarzyszenia dołączyła Gmina Pasłęk, natomiast w 2011 powiększyła się o Gminę Godkowo, nadając KE LGD obecny kształt.

Łączna powierzchnia oddziaływania stowarzyszenia wynosi 2414 km², na których zamieszkuje ponad 94 tys. ludzi.

## Struktura organizacyjna
Władzami stowarzyszenia są:
- Walne Zebranie Członków
- Zarząd
- Komisja Rewizyjna
- Rada

Kadencja Zarządu, Komisji Rewizyjnej i Rady trwa 4 lata.

### Walne Zebranie Członków
Jest to najwyższy organ Stowarzyszenia, według stanu na 20 listopada 2014 roku KE LGD liczyło 100 osób, w tym:
- 41 kobiet (41%) i 59 mężczyzn (59%)
- 28 członków z sektora publicznego (28%)
- 54 członków z sektora społecznego (54%)
- 18 członków z sektora gospodarczego (18%)

Walne Zebranie Członków zwołuje Zarząd co najmniej raz w roku.
Do najważniejszych kompetencji Walnego Zebrania Członków można zliczyć:
- uchwalanie Statutu i jego zmian
- uchwalanie kierunków działania stowarzyszenia
- wybór i odwoływanie członków Zarządu, Komisji Rewizyjnej i Rady
- rozpatrywanie i zatwierdzanie sprawozdań Zarządu, komisji Rewizyjnej i Rady oraz ocena pracy tych organów
- podejmowanie uchwał w sprawie przystąpienia stowarzyszenia do innych organizacji
- opiniowanie projektów Lokalnej Strategii Rozwoju Obszarów Wiejskich Kanału Elbląskiego i innych dokumentów programowych
- podejmowanie uchwał w sprawie rozwiązania stowarzyszenia

### Zarząd
Zarząd jest wybierany i odwoływany przez Walne Zebranie Członków i składa się z prezesa, wiceprezesa, skarbnika oraz dwóch członków. Do obowiązków Zarządu można zaliczyć:
- reprezentowanie stowarzyszenia i działanie w jego imieniu
- zwoływanie Walnego Zebrania Członków
- przygotowanie Lokalnej Strategii Rozwoju
- przygotowywanie i realizacja projektów w statutowym obszarze działań stowarzyszenia
- prowadzenie biura stowarzyszenia
- ustalenie regulaminu organizacyjnego Zarządu i biura

Do reprezentowania stowarzyszenia oraz zaciągania zobowiązań majątkowych jest upoważniony prezes lub wiceprezes Zarządu wraz ze Skarbnikiem działających łącznie lub 2 innych członków Zarządu z prezesem lub wiceprezesem działających łącznie.

### Komisja Rewizyjna
Komisja Rewizyjna jest organem kontrolnym stowarzyszenia. Może składać się z przewodniczącego, wiceprzewodniczącego i od 1 do 3 członków wybieranych i odwoływanych przez Walne Zebranie Członków. Do najważniejszych kompetencji Komisji Rewizyjnej można zaliczyć:
- sprawowanie bieżącej kontroli w Lokalnej Grupie Działania
- składanie wniosków o udzielenie absolutorium Zarządowi na Walnym Zebraniu Członków
- badanie zgodności działań stowarzyszenia z jego celem, zadaniami statutowymi oraz uchwałami Walnego Zebrania Członków
- badanie prawidłowości działań finansowych pod względem rzetelności i gospodarności

### Rada
Rada jest organem decyzyjnym stowarzyszenia i może składać się przewodniczącego, wiceprzewodniczącego oraz od 11 do 13 członków wybieranych i odwoływanych przez Walne Zebranie Członków. Rada wybiera projekty, których realizacja przyczyni się do osiągnięcia celów Lokalnej Strategii Rozwoju.

### Biuro Stowarzyszenia
Biuro Stowarzyszenia jest jednostką organizacyjną podlegająca Zarządowi. Do głównych zadań Biura należą:
- promocja obszaru Lokalnej Strategii Rozwoju oraz Lokalnej Grupy Działania
- informowanie o konkursach w ramach Lokalnej Strategii Rozwoju, przyjmowanie wniosków i doradztwo przy ich opracowywaniu, realizacji i rozliczaniu
- obsługa administracyjna i prawna organów LGD oraz Rady Stowarzyszenia
- obsługa prawna organów LGD oraz Rady Stowarzyszenia
- obsługa finansowa LGD, w tym rozliczenia zadań realizowanych w ramach dotacji i wniosków o płatność

## Lokalna Strategia Rozwoju
Lokalna Strategia Rozwoju (LSR) jest dokumentem formalnie wymaganym jako podstawa podejmowania działań, kształtowania założeń, kierunków rozwoju w obszarze oddziaływania poprzez Oś 4 LEADER Programu Rozwoju Obszarów Wiejskich.

### Wizja
W trakcie procesu budowania Lokalnej Strategii Rozwoju Obszarów Wiejskich Kanału Elbląskiego wypracowano wizję, która brzmi "Obszar Kanału Elbląskiego otwarty na ludzi i świat".

### Misja
Ponadto w celu urzeczywistnienia przyjętej w LSR wizji wypracowano misję, która brzmi "Jesteśmy po to, żeby zaktywizować społeczność lokalną na rzecz wdrożenia Lokalnej Strategii Rozwoju Obszarów Wiejskich Kanału Elbląskiego".

### Cele nadrzędne
W dokumencie strategii przyjęto trzy równorzędne cele nadrzędne:
- niskie bezrobocie
- wysokie dochody
- bezpieczne społeczeństwo

Głównym celem strategicznym LSR jest sformułowany następująco "Dobrze rozwinięte obszary wiejskie wokół Kanału Elbląskiego".

### Budżet
Całkowity budżet Lokalnej Strategii Rozwoju Obszarów Wiejskich Kanału Elbląskiego wynosi 23 483 320 zł, w tym limit dotacji z Europejskiego Funduszu Rolnego na rzecz Rozwoju Obszarów Wiejskich wynosi 19 120 621 zł. Środki zostały podzielone na 4 działania: "tworzenie i rozwój mikroprzedsiębiorstw", różnicowanie w kierunku działalności nierolniczej", "odnowę i rozwój wsi", "małe projekty". Ponadto w ramach środków budżetowych na funkcjonowanie Lokalnej Grupy Działania wyodrębniono środki na realizację "funkcjonowania LGD, nabywania umiejętności i aktywizacji" oraz "projektów współpracy".

## Osiągnięcia
Realizacja Lokalnej Strategii Rozwoju Obszarów Wiejskich Kanału Elbląskiego przez beneficjentów operacji oraz działania biura LGD zostawiają trwały ślad w postaci odnowionych, wybudowanych i wyposażonych wiejskich świetlic, placów zabaw, centrów wsi, wydanych publikacji, stworzonych miejsc pracy i nowych usług. Wartością dodaną zrealizowanych zadań jest integracja mieszkańców i pobudzona aktywność w kierunku poprawy estetyki i wizerunku obszarów wiejskich. Poza realizacją lokalnej strategii rozwoju przez beneficjentów operacji, nasze działania skupiają się wokół szkolenia liderów wiejskich, które dają im odwagę do działania. Stowarzyszenie Łączy Nas Kanał Elbląski Lokalna Grupa Działania zajmuje się promocją turystyczną obszaru i znakowaniem szlaków rowerowych. Całość działań przedsięwziętych przez LGD zwiększa atrakcyjność obszaru i poprawia jakość życia na obszarach wiejskich.

W latach 2009–2014 ogłoszono 27 konkursów na dotacje dla Beneficjentów operacji. W ramach tych konkursów wpłynęło 466 wniosków na łączną kwotę dotacji 30 822 056,83 zł. Na koniec III kwartału 2014 roku zostało zawartych 189 umów na wartość 10 577 723 zł. Odzyskano środki w 175 operacjach na kwotę 8 014 811,93 zł.

W 2009 - 2014 zadania zrealizowane, rozliczone i odzyskane środki przez Beneficjentów dotyczyły:
- utworzenia 17 obiektów sportowo - rekreacyjno - turystycznych
- budowy, modernizacji lub wyposażenia 53 świetlic wiejskich, obiektów kultury, bibliotek
- organizacji 44 imprez
- organizacji 68 szkoleń
- utworzenia lub odnowienia 36 placów zabaw, centrów wsi, parków
- odnowionych 9 zabytków, w tym kościoła w Przezmarku, Kwietniewie, Mariance, Pasłęku
- utworzenia 7 miejsc pracy i 4 nowych usług w gospodarstwach rolnych
- wydania 5 publikacji
- zagospodarowania 4 plaż, przystani, kąpielisk
- utworzono 1 Punkt Informacji Turystycznej i 1 produkt turystyczny.

Ponadto Stowarzyszenie przyczyniło się do rozwoju obszarów wiejskich poprzez:
- Opracowanie Lokalnej Strategii Rozwoju Obszarów Wiejskich Kanału Elbląskiego na lata 2009 -2015 dla Gmin: Elbląg, Godkowo, Gronowo Elbląskie, Iława, Kisielice, Małdyty, Markusy, Miłomłyn, Pasłęk, Rychliki, Susz, Zalewo
- Wspieranie działań na rzecz realizacji LSR dla obszaru wymienionych 12 gmin
- Promocja obszarów wiejskich położonych w ww. gminach
- Upowszechnianie i wymiana informacji o inicjatywach związanych z aktywizacją ludności na obszarach wiejskich położonych w ww. gminach.

Do kierunkowych zadań Lokalnej Grupy Działania Kanału Elbląskiego można zaliczyć
- Kształcenie liderów wiejskich: zorganizowano 185 dni szkoleń - 5 226 osobodni,
- Rozwój i promocja turystyki na obszarach wiejskich poprzez:
- Znakowanie turystyczne obszaru Krainy Kanału Elbląskiego, w tym oznakowanie 582,5 km szlaków rowerowych[10]:
  - 130 km Szlak Kanału Elbląskiego - Elbląg – Iława, zielony
  - 128,9 km Szlak Pocztyliona - Elbląg – Goryń, żółty
  - 68,5 km Szlak Prusów - Zalewo – Iława, niebieski
  - 59,8 km Szlak Autorytetów - Jezierzyce – Kisielice, czerwony
  - 45,7 km Szlak Wokół Jeziora Drużno - Raczki Elbląskie – Komorowo Żuławskie, niebieski
  - 31,5 km Szlak w Krainie Bizonów - Godkowo – Godkowo, czerwony
  - 26,1 km Szlak W Krainie Wiatraków - Kisielice – Trupel, niebieski
  - 23,2 km Szlak Mennonitów - Raczki Elbląskie – Rozgard, czerwony
  - 13,9 km Szlak Wśród Pól i Lasów - Skowrony – Skowrony, niebieski
  - 13,5 km Szlak Pruskich Rodów - Kwitajny – Klekotki, czarny
  - 12,8 km Szlak Doliny Rzeki Wąskiej - Godkowo – Ząbrowiec, żółty
  - 9,0 km Szlak Mennonitów - Zwierzeńskie Pole - Żuławka Sztumska, czarny
  - 8,0 km Szlak łącznikowy - Węzina – Jelonki, czarny
  - 7,4 km Szlak łącznikowy - Pasłęk – Kanał Elbląski, czarny
  - 4,2 km Szlak łącznikowy - Lesiska – Rożnowo, czarny
- oznakowanie 400 atrakcji przyrodniczo-kulturowych
- Opracowanie i druk 25 wydawnictw: przewodników i map turystycznych, informatorów, katalogów, kronik, widokówek, filmów, stron www, aplikacji mobilnej
- Organizację 33 imprez i udział jako wystawca w imprezach międzynarodowych, regionalnych i lokalnych w tym: 2 międzynarodowych, 8 ogólnokrajowych, 11 regionalnych, 12 lokalnych[11].